# Say So (Doja Cat-dal)
A Say So című dal Doja Cat amerikai énekes és rapper második stúdióalbumának, a Hot Pink címűnek az 5. kimásolt kislemeze, mely 2020. január 28-án jelent meg. Ezen a napon küldték el a dalt az amerikai rádióknak, miután a dal vírusként terjedt a TikTok videómegosztón. A dalt Doja Cat, Lydia Asrat, Yeti Beats és Lukasz Gottwald írta. Ez utóbbi nevet Dr. Luke használta álneveként.
A dal az amerikai Billboard Hot 100-as kislemezlista első helyezettje volt, miután két olyan remixet is megjelentettek, melyben Nicki Minaj is közreműködött. Ez volt az első számú dal mindkét művész számára. A dalt Dr. Luke producer visszatérésének írták le, a 2014-es Kesha kontra Dr. Luke eset után.

## Előzmények
A "Say So" eredetileg ötödik kislemezként jelent meg Doja Cat második stúdióalbumán, a Hot Pink címűn. A dal 2019 és 2020 elején vált népszerűvé a TikTok közösségi média hálózatán, melyet számos házi videóban mutattak be, melyet több mint 7,5 milliárd ember látott a platformot. Ezt követően a dalt hivatalos kislemezként juttatták el az Egyesült Államok rádióállomásai számára.

## A dal összetétele
A "Say So" című dal groovy, pop, pop-rap és disco elemeket tartalmaz. A Sony / ATV Music Publishing által közzétett Musicnotes.com oldalon a dal kottája szerint a "Say So" D-Major kulcsban íródott, és 116 BPM ütemszámú. A dal a 70-es évek funk stílusából, különösképpen a Chic "Good Times" című dalából merít inspirációt.

## Kritikák
Lucy Shanker a Consequence of Sound nevű online magazintól a Hot Pink stúdióalbum hallgatásakor a dalt egy hagyományos pop slágernek írta le. Nerisha Penrose (Elle) azt írta, hogy a dal egy egészséges nosztalgiát kínál hallgatóinak, Doja zümmögő hangjával, mely az írrítáló szintetizátorhang, és a funky basszusgitár felett mozog. Clash szerint a dal Doja tökéletes énekteljesítményéhez kapcsolódik.

## Videoklip
2019 novemberében Doja Cat bejelentette, hogy videoklipet készít a "Say So" című dalhoz. A klip 2020. február 27-én jelent meg, mely egy disco stílusú 70-es évek hangulatát idéző klip. A klipet Los Angelesben a Sheats – Goldstean rezidenciában forgatták, melyet Hannah Lux Davis rendezett. A videóban Doja különféle csillogó ruhákban jelenik meg, és látható benne egy tigris is, melyet pórázon vezetnek. A videóban Josué de la Vega szerepel, mint Doja szerelme, valamint a TikTok csillagok, Donté Colley és Haley Sharpe is láthatóak benne. Ezt a dalt teljes egészében 35 mm-es filmre vették fel Scopitone stílusú kamerával rögzítették.

## Számlista
Jax Jones Midnight Snack Remix
1. "Say So" (Jax Jones Midnight Snack Remix) – 3:30

Friend Within Remix
1. "Say So" (Friend Within Remix) – 2:52

Snakehips Remix
1. "Say So" (Snakehips Remix) – 3:20

## Slágerlista
| Slágerlista (2020)                                        | Legjobb helyezés |
| --------------------------------------------------------- | ---------------- |
| Argentina (Argentina Hot 100) Nicki Minaj version         | 10               |
| Ausztrália (ARIA)                                         | 4                |
| Ausztria (Ö3 Austria Top 40)                              | 21               |
| Belgium (Ultratop 50 Flanders)                            | 5                |
| Belgium Urban (Ultratop Flanders)                         | 4                |
| Belgium (Ultratop 50 Wallonia)                            | 5                |
| Brazil (Top 100 Brasil)                                   | 63               |
| Bulgaria (PROPHON)                                        | 9                |
| Kanada (Canadian Hot 100) Nicki Minaj version             | 3                |
| Kanada AC (Billboard)                                     | 32               |
| Kanada CHR/Top 40 (Billboard)                             | 1                |
| Kanada Hot AC (Billboard)                                 | 5                |
| FÁK (Tophit)                                              | 2                |
| Colombia (National-Report)                                | 75               |
| Croatia (HRT)                                             | 9                |
| Csehország (Rádio Top 100)                                | 96               |
| Csehország (Singles Digitál Top 100)                      | 18               |
| Denmark (Tracklisten)                                     | 9                |
| El Salvador (Monitor Latino)                              | 10               |
| Estonia (Eesti Tipp-40)                                   | 5                |
| Európa (Euro Digital Songs)                               | 13               |
| Finnország (Singlet Top 20)                               | 13               |
| France (SNEP)                                             | 9                |
| Németország (Media Control Charts)                        | 33               |
| Greece (IFPI)                                             | 13               |
| Magyarország (Rádiós Top 40)                              | 7                |
| Magyarország (Single Top 40)                              | 11               |
| Magyarország (Stream Top 40)                              | 11               |
| Iceland (Tonlist)                                         | 5                |
| Írország (IRMA)                                           | 4                |
| Italy (FIMI) Nicki Minaj version                          | 45               |
| Japan Hot Overseas (Billboard)                            | 9                |
| Latvia (Latvijas Top 40)                                  | 1                |
| Lebanon (OLT20)                                           | 5                |
| Lithuania (AGATA)                                         | 5                |
| Malaysia (RIM)                                            | 2                |
| Mexico (Monitor Latino)                                   | 2                |
| Mexico Airplay (Billboard)                                | 1                |
| Hollandia (Top 40)                                        | 12               |
| Hollandia (Single Top 100)                                | 9                |
| New Zealand (RMNZ)                                        | 3                |
| Norway (VG-lista)                                         | 19               |
| Panama (Monitor Latino)                                   | 8                |
| Lengyelország (Polish Airplay Top 20)                     | 32               |
| Portugália (AFP)                                          | 8                |
| Romania (Airplay 100)                                     | 20               |
| Oroszország (TopHit)                                      | 2                |
| Skócia (Scottish Singles Top 40)                          | 9                |
| Singapore (RIAS)                                          | 4                |
| Szlovákia (Rádio Top 100)                                 | 58               |
| Szlovákia (Singles Digitál Top 100)                       | 26               |
| Slovenia (SloTop50)                                       | 4                |
| South Korea (Gaon)                                        | 160              |
| Spain (PROMUSICAE)                                        | 80               |
| Sweden (Sverigetopplistan)                                | 17               |
| Svájc (Schweizer Hitparade)                               | 15               |
| Egyesült Királyság (UK Singles Chart)                     | 2                |
| US Billboard Hot 100 Nicki Minaj version                  | 1                |
| US Adult Contemporary (Billboard) Nicki Minaj version     | 28               |
| US Adult Top 40 (Billboard) Nicki Minaj version           | 7                |
| US Dance/Mix Show Airplay (Billboard) Nicki Minaj version | 1                |
| US Hot R&B/Hip-Hop Songs (Billboard) Nicki Minaj version  | 1                |
| US Mainstream Top 40 (Billboard) Nicki Minaj version      | 1                |
| US Rhythmic (Billboard) Nicki Minaj version               | 1                |
| US Rolling Stone Top 100 Nicki Minaj version              | 2                |

## Megjelenések
| Régió              | Dátum             | Formátum                     | Label        | Ref.   |
| ------------------ | ----------------- | ---------------------------- | ------------ | ------ |
| Különböző          | 2019. november 7. | Digitális letöltés streaming | Kemosabe RCA | [ 82 ] |
| Egyesült Királyság | 2020. január 27.  | Contemporary hit radio       | Kemosabe RCA | [ 83 ] |
| Egyesült Államok   | 2020. január 28.  | Contemporary hit radio       | Kemosabe RCA | [ 84 ] |
| Olaszország        | 2020. január 31.  | Contemporary hit radio       | Sony         | [ 85 ] |
| Egyesült Államok   | 2020. február 4.  | Rhythmic contemporary        | Kemosabe RCA | [ 86 ] |
| Különböző          | 2020. május 1.    | 12" CD                       | Kemosabe RCA | [ 87 ] |